# Контргайка

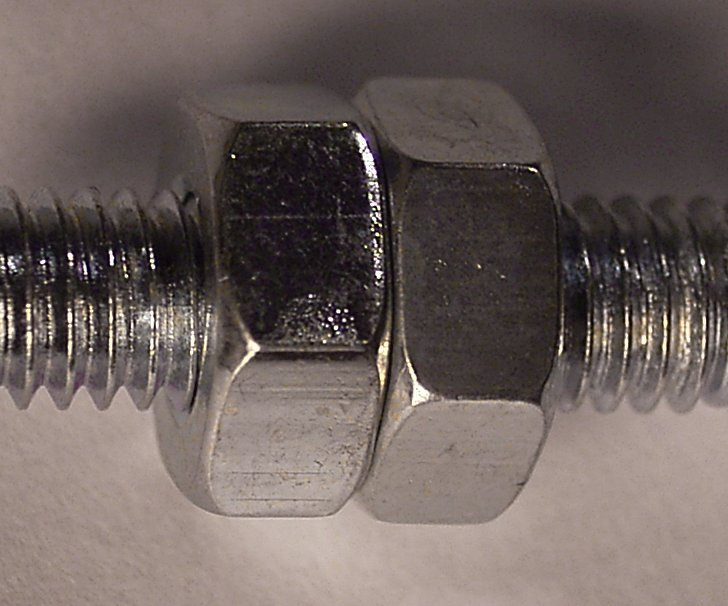
Использование гайки, однотипной с основной, в качестве контрящей

Контргайка — контрящий элемент, гайка, навинчивающаяся после основной гайки, чтобы предотвратить развинчивание резьбового соединения. Зачастую выполняется более тонкой, чем основная гайка (2/3 толщины) и без изменения прочих параметров гайки.
При затяжке соединения сначала затягивается гайка моментом, равным номинальному или чуть ниже номинального, затем накручивается и подтягивается контргайка (первая при этом удерживается ключом) моментом порядка 1/3-2/3 от номинального. Увеличивающееся при затягивании второй гайки давление между элементами соединения предотвращает развинчивание соединения.
Правильная затяжка контргайки и основной гайки позволяет значительно увеличить момент сопротивления отвинчиванию, что благоприятно сказывается на работе соединения при динамических нагрузках. Изменение порядка следования контргайки и основной гайки приводит к развинчиванию соединения.